# Show Me How You Burlesque
«Show Me How You Burlesque» es una canción de la cantante de pop estadounidense Christina Aguilera, la cual sirve como sencillo promocional de la banda sonora de Burlesque: Original Motion Picture Soundtrack. Fue escrito por Aguilera, C. "Tricky" Stewart y Claude Kelly y fue producido por Stewart. La canción fue lanzada a la venta en línea en las tiendas iTunes en todo el mundo el 4 de febrero de 2011. Antes de ser puesto en libertad, una versión demo de la canción, titulada "Spotlight" se filtró en Internet.
Tras su lanzamiento, "Show Me How You Burlesque", recibió críticas positivas, principalmente de los críticos de música, que elogiaron como uno de los mejores temas de la banda sonora de Burlesque.
En los Estados Unidos, la canción alcanzó el puesto número setenta en el Billboard Hot 100, donde se convirtió la canción más exitosa en este país perteneciente de la banda sonora de la misma. En Canadá la canción alcanzó el número noventa y dos. En Nueva Zelanda debutó en la posición treinta y tres a lo que luego alcanzó el puesto número 8 de dicha lista. En el mismo continente, Oceanía, "Show Me How You Burlesque" debutó en el número 29 en la lista de popularidad de Australia.
El 23 de noviembre de 2010, Aguilera interpretó "Show Me How You Burlesque" durante el final de temporada de la undécima temporada de la televisión de Estados Unidos en el concurso de baile Dancing with the Stars. Ella se realizó la interpretación con un "traje brillante de oro" con bailarines de ambos sexos detrás de ella. Story Gilmore de Neon Limelight comentó acerca de la actuación, "la estrella llevó el Burlesque Lounge a la vida en un espectáculo picante".

## Antecedentes

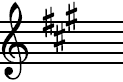
La canción está compuesta en la tonalidad desde la baja nota de F♯3 a la alta nota de F♯5.

En apoyo de su cuarto álbum de estudio, Bionic, Aguilera anunció sus planes para el Tour Bionic. Sin embargo, el 24 de mayo de 2010, el cantante y promotor de la gira Live Nation publicaron mensajes en sus sitios web afirmando que debido a la excesiva promoción de Bionic y la preparación de su próximo debut en el cine en Burlesque, creía que iba a necesitar más tiempo para ser capaz de armar un espectáculo que sus fanes merecen ver. Aguilera afirmó que no era posible hacerlo en menos de un mes entre el lanzamiento del álbum y el inicio de la gira que iba a necesitar más tiempo para ensayar. En la banda sonora que acompaña a la película, Aguilera trabajó con C. "Tricky" Stewart. Stewart fue el coguionista y productor de dos canciones, "Show Me How You Burlesque" y "Express", y también produjo una serie de temas, entre ellos "Something's Got a Hold on Me", "Tough Lover" y "I'm a Good Girl".
Antes de ser lanzado oficialmente a principios de 2010, una versión demo de la canción, titulada "Spotlight", se filtró en Internet. El 4 de febrero de 2011, el sencillo fue puesto como descarga digital solo las tiendas iTunes en todo el mundo. "Show Me How You Burlesque" fue escrito por Aguilera, Christopher Stewart y Claude Kelly, y fue producido por C. "Tricky" Stewart. Su música incorpora pop y baile de géneros. La instrumentación viene de saxofón, trombón, trompeta y percusión. La pista tiene una duración de una duración de 2:59. (dos minutos y 59 segundos) situado en la "libertad" ritmo de 70 latidos por minuto, además fue compuesta en la clave de Re mayor. La voz de Aguilera en el lapso de pista dos octavas, desde la baja nota de F♯3 a la alta nota de F♯5.3 to the high-note of F♯5.

## Recepción

### Comercial

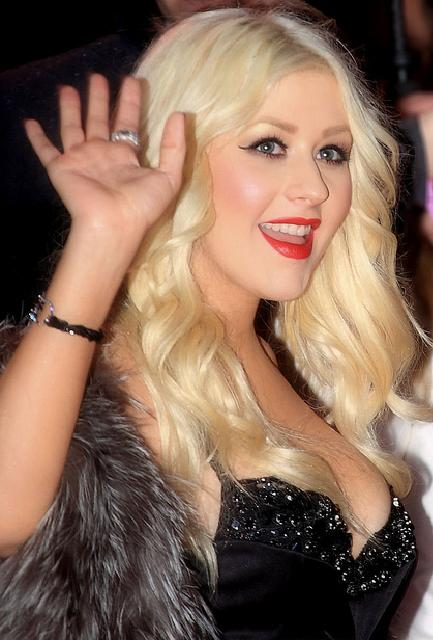
Christina Aguilera; intérprete de la canción.

Obtuvo críticas positivas, principalmente de los críticos de música. Una red de blogs en línea, Blogcritics, coincidió en que la pista, junto con el "Express" son las dos mejores canciones de toda la banda sonora. También escribió: "Ambos ["Express" y "Show Me How You Burlesque"] son trabajos mejor en el contexto de la película, donde los elementos visuales elaborados ayudan a distraer la atención de su falta de melodía y ganchos fuertes. Son transitables álbum de pistas de relleno". Movie Exclusive llama la canción "soul" y considerado como uno de los "más grandes testimonios de cómo Aguilera es uno de los más grandes artistas de todos los tiempos". Alissa LeClair de Buzzers Movie también fue positiva hacia la pista, afirmó que "Show Me How You Burlesque", entre con "I'm a Good Girl", "Express", y "Guy What Takes His Time", son materiales que complementan el talento de Aguilera, así como muestra lo bien que la cantante preparado para ser un buen bailarín para el proyecto de la película.
Tras el lanzamiento de la banda sonora de Burlesque, "Show Me How You Burlesque", entró a varios países en las listas de popularidad. En los Estados Unidos, la canción alcanzó el puesto número 70 en la lista Billboard Hot 100 y se mantuvo durante una semana. En el Canadian Hot 100 lista de popularidad de Canadá alcanzó el puesto número 92. En Alemania, "Show Me How You Burlesque" alcanzó el número 89 en la lista Media Control Charts. El 23 de enero de 2011, la canción debutó en el número 23 en la lista de Suiza llamada Swiss Hitparade. En la semana siguiente, se cayó al número 30. El tema siguió cayendo hacia abajo en la tabla y se quedó allí durante 5 semanas. El 30 de enero de 2011, "Show Me How You Burlesque" entró en el Australian Singles Chart de Australia en el número 29. Se mantuvo en la lista hasta el 13 de febrero. En Nueva Zelanda, fue un éxito comercial. El 17 de enero de 2011, la canción debutó en el número 33 en la lista de sencillos de Nueva Zelanda. A la semana siguiente, se subió al número 8, convirtiéndose en la única canción de la banda sonora de llegar a los 10 primeros.

## Presentación en vivo
Para promover Burlesque, Aguilera ha realizado varias canciones de la banda sonora en vivo. El 23 de noviembre de 2010, Aguilera interpretó "Show Me How You Burlesque" durante el final de temporada de la undécima temporada de la televisión de Estados Unidos en el concurso de baile Dancing with the Stars. Ella se realizó la interpretación con un "traje brillante de oro" con bailarines de ambos sexos detrás de ella. Story Gilmore de Neon Limelight comentó acerca de la actuación, "la estrella llevó el Burlesque Lounge a la vida en un espectáculo picante". También elogió la voz y trajes de Aguilera durante el espectáculo, la escritura "[Ella] con cinturón en la parte superior de sus pulmones con talento más puro estilo Christina".

## Listas
| País           | Lista (2010)              | Posición |
| -------------- | ------------------------- | -------- |
| Canadá         | Canadian Hot 100          | 92       |
| Canadá         | Canadian Digital Songs    | 47       |
| Alemania       | German Singles Chart      | 89       |
| Estados Unidos | US Billboard Hot 100      | 70       |
| Estados Unidos | US Digital Songs          | 42       |
| País           | Lista (2011)              | Posición |
| Australia      | Australian Singles Chart  | 29       |
| Nueva Zelanda  | New Zealand Singles Chart | 8        |
| Suiza          | Schweizer Hitparade       | 26       |